# Кеалакекуа (бухта)
Кеалакеку́а (англ. Kealakekua Bay) — небольшая глубокая бухта на западе острова Гавайи, в 19 километрах к югу от города Кайлуа-Кона. Известен древними поселениями гавайцев, и тем, что в январе-феврале 1779 года здесь останавливались два корабля экспедиции капитана Джеймса Кука. 14 февраля он был убит на берегу этой бухты и похоронен в её водах.
В 1804 году на первых русских картах бухта обозначалась — «Губа Карекекуа».
С 1973 года — заповедник, бухта занесена в Национальный реестр исторических мест острова Гавайи, как исторический и морской природный парк.

## История
От древних поселений в заливе осталась часть святилища (гавайская храмовая постройка в виде стены — 76×30 метров, высотой до 4,9 м.) Hikiau. Отвесная скала на берегу залива — пали Капу О’Keōua («запрещенный утёс вождя Куоуа»), было надёжным и тайным местом погребения Гавайских вождей.
На севере залива был построен храм бога Лоно — Puhina и резиденции вождей.
Название деревни означает «далёкое Кава» — сок растений, используемых в религиозных ритуалах. Название залива происходит от ke ala ke kua (на Гавайском языке — «Божий путь») эта область была посвящена торжествам Makahiki в честь бога Лоно. Другое название области северной части залива был hale ki’i, в связи с большим количеством вырезанных из дерева идолов, известных как «тики»..

### Капитан Джеймс Кук

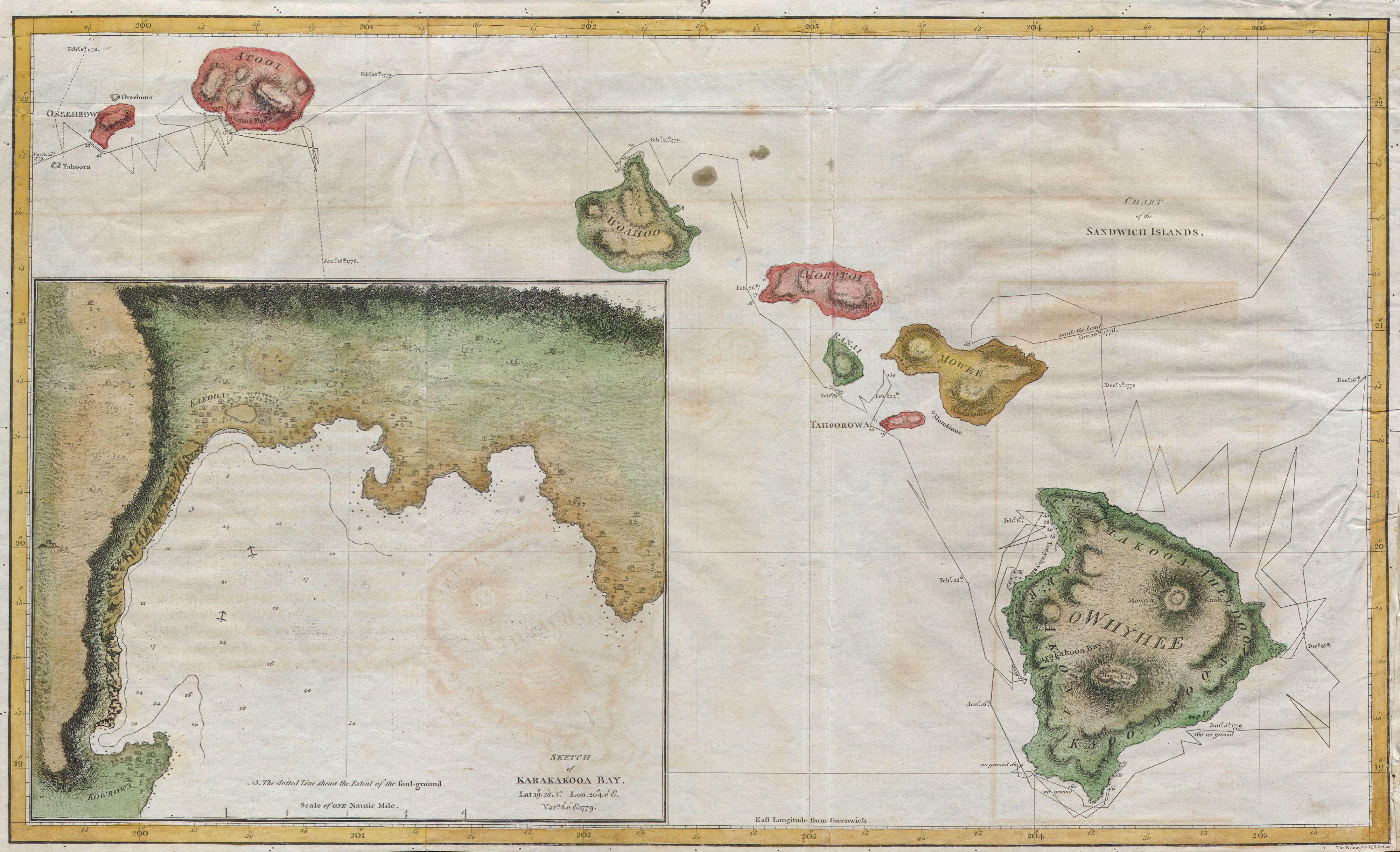
Первая карта бухты, 1785

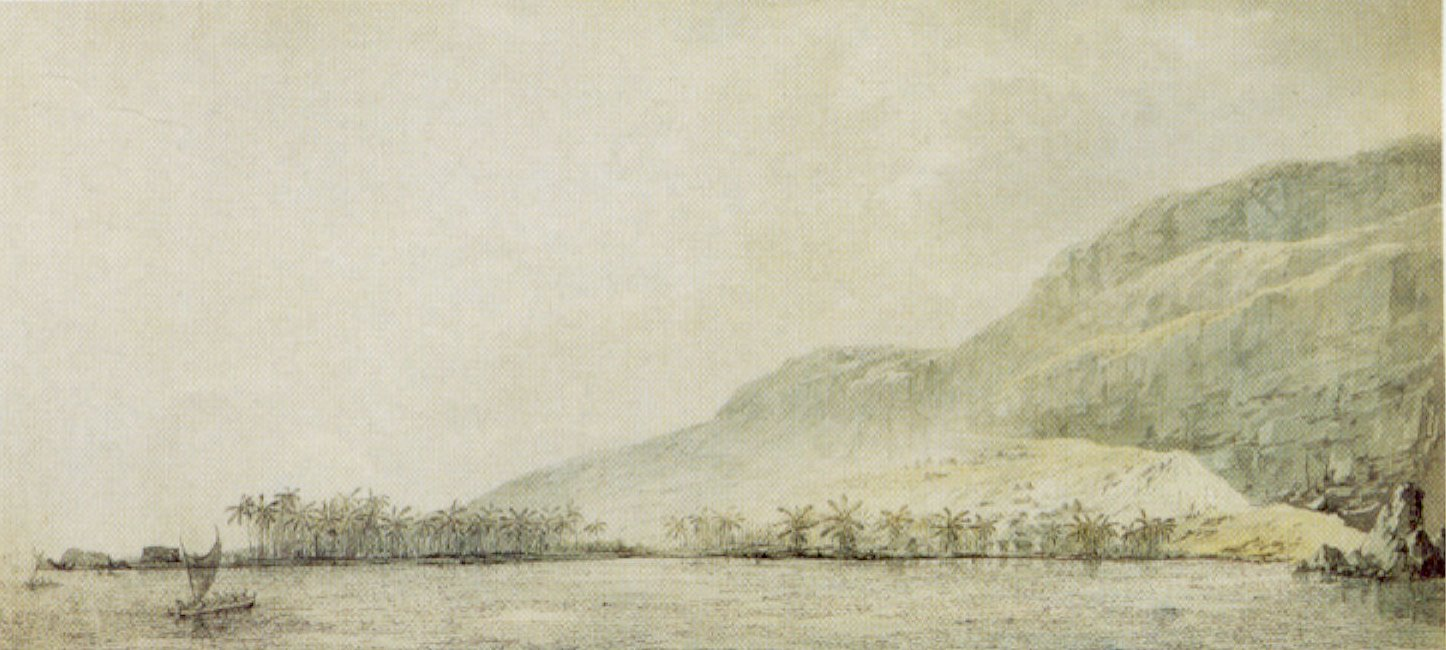
Бухта в 1779 году

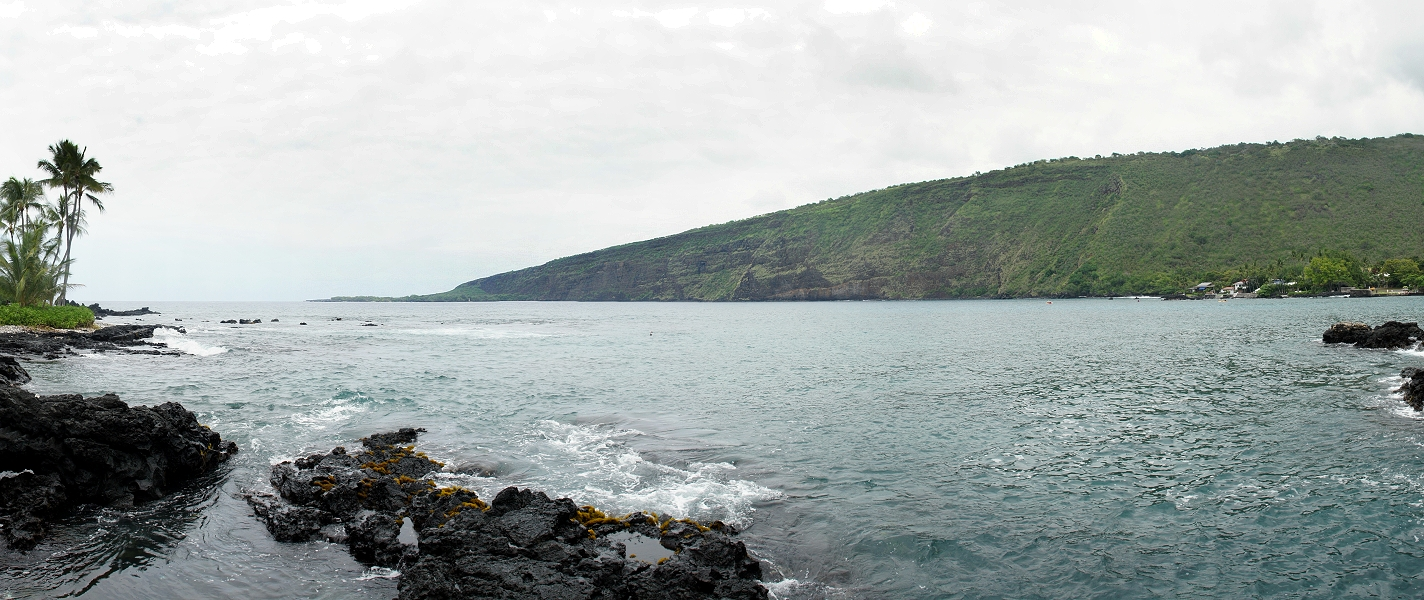
Бухта в 2017 году

Экспедиция Джеймса Кука оставила первые документальные описания этого района, назвав его на первой карте «Каракакуа» (англ. Karakakooa Bay). Экипажи кораблей Resolution и Discovery прибыли в залив утром 17 января 1779 года. Несколько тысяч гавайцев жили в двух деревнях на берегу, и тысячи в близлежащих районах. 28 января похоронили члена экипажа
Прибытие Кука совпало с праздником урожая — Макахики (англ. Makahiki), их встретили едой и подарками. Корабли оставались в заливе в течение нескольких недель, и вышли в море вскоре после окончания фестиваля. 4 февраля корабли покинули бухту, чтобы продолжить изучение берегов острова и найти новую стоянку.
Налетевший шторм сломал фок-мачту корабля, и 11 февраля капитан Кук вернулся в старую гавань на ремонт. На этот раз их возвращению не были рады, так как праздник уже кончился, и это противоречило гавайским легендам. Группе матросов, которые отправились за водой, угрожали камнями, а при погоне за украденными с корабля «Дискавери» вещами в стычке камнями были побиты двое матросов. Капитан Кук, узнав про этот инцидент, прогнал всех гавайцев с кораблей, установил блокаду бухты и усилил охрану, но ситуацию усугубило ночное исчезновение с «Дискавери» лодки (англ. cutter). Англичане решили преподать туземцам урок: захватить в заложники вождя и, если гавайцы не отдадут лодку, — уничтожить все каноэ в заливе.

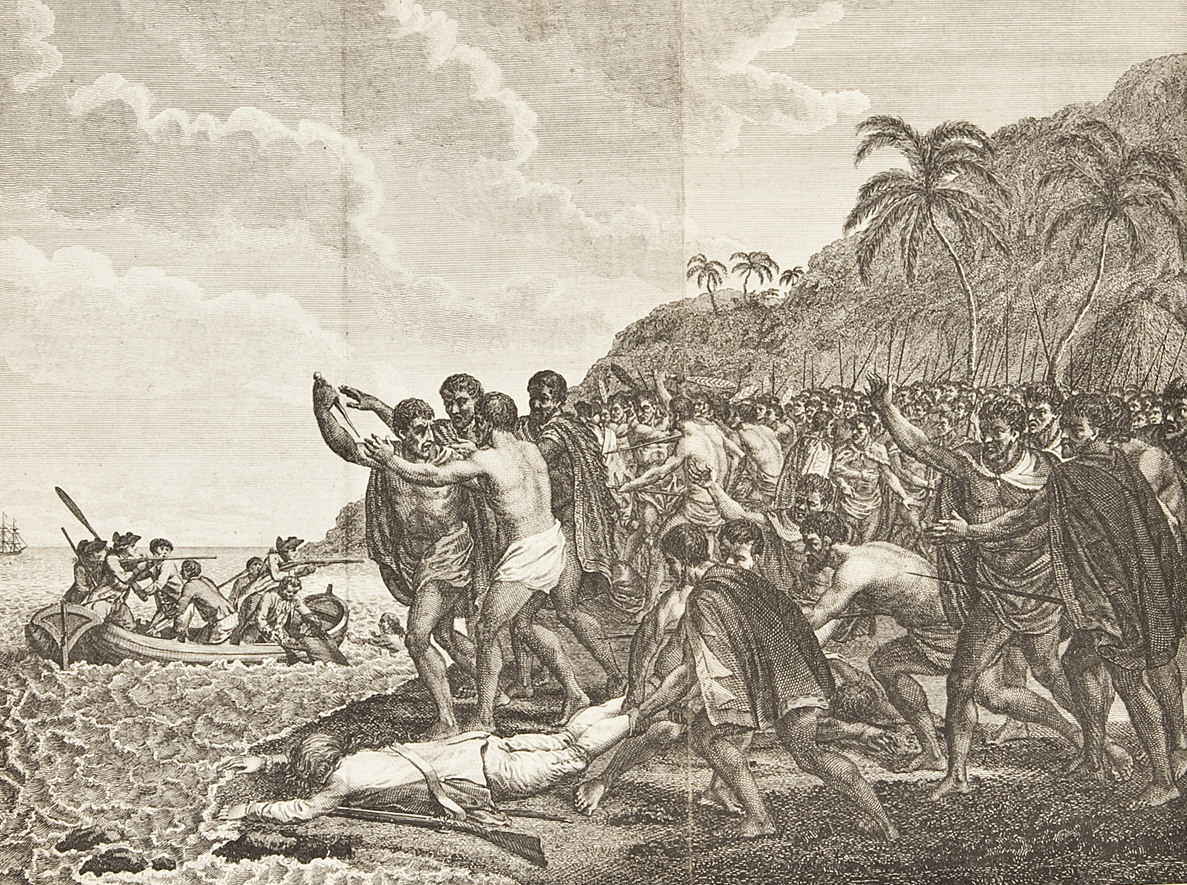
Убийство капитана Кука, гравюра 1784 года

14 февраля 1779 года две вооружённые команды на лодках высадились на берег, Джеймс Кук пригласил вождя вернуться на корабль, он согласился, но по дороге его жена и приближённые отговорили его. Перепалка и новость об обстреле каноэ, которое пыталось покинуть бухту, привела к вооружённому столкновению. Капитан Кук выстрелил из двуствольного пистолета в напавшего на него, но только легко ранил его. Это придало гавайцам уверенности, началась рукопашная схватка. Вторым выстрелом капитан убил другого воина, приказал открыть огонь и отступать в лодкам. Гавайцы не разбежались от выстрелов, а с решительностью набросились на англичан во время перезарядки оружия. Джеймс Кук отдал приказ лодкам подплыть поближе и поддержать их огнём, но в это время он был убит ударом в спину и упал лицом в воду, вместе с ним погибло ещё 4 моряка. Тела погибших были быстро утащены с берега, а оставшиеся моряки отплыли к кораблям. Гавайцы с почестями очистили и похоронили кости Джеймса Кука. После переговоров, в темноте (в 8 вечера) свёрток с останками Джеймса Кука (весом всего около 4 кг) был возвращён на корабль. 20 февраля, после дальнейших переговоров и обстрела берега из пушек, на борт с почестями был доставлен свёрток с костями, черепом, скальпом и руками Кука, обожжёнными на костре. На следующий день привезли ботинки, пистолет и другие его вещи. 21 февраля Кук был похоронен по морскому обычаю в глубинах залива, на следующий день объявили перемирие и возобновили торговлю.
Большой белый каменный обелиск был поставлен на месте гибели капитана Джеймса Кука на северном берегу залива в 1874 году по приказу принцессы Likelike. Эта земля была передана Великобритании в 1877 году. Цепь вокруг памятника поддерживают четыре пушки с корабля «Фантом», 1876 года..

### Дальнейшая история

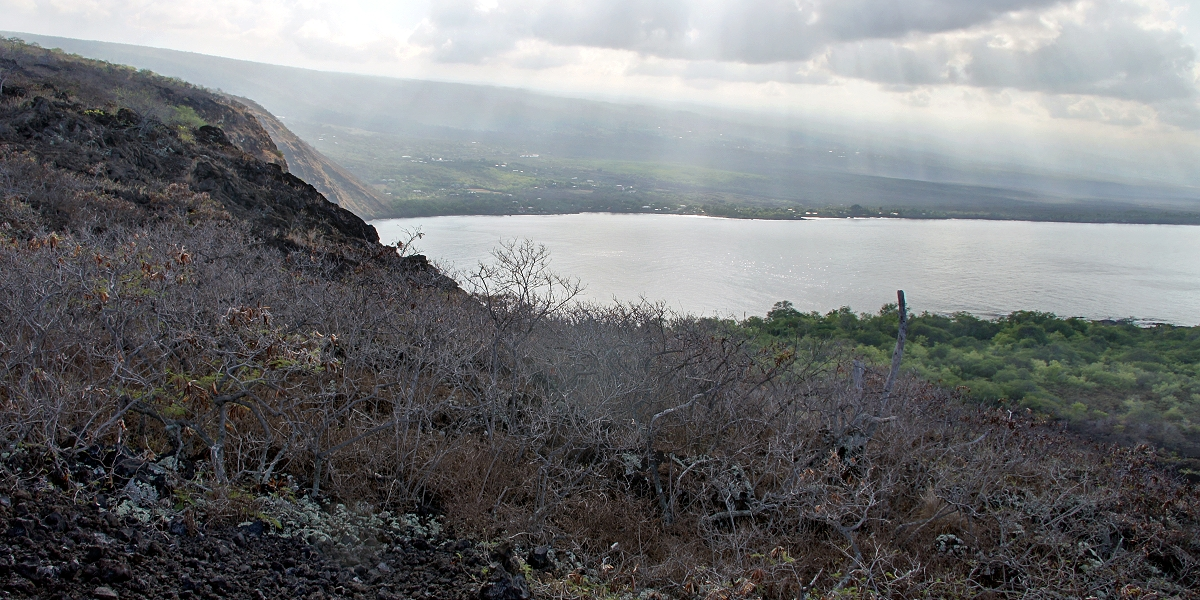
Бухта с севера

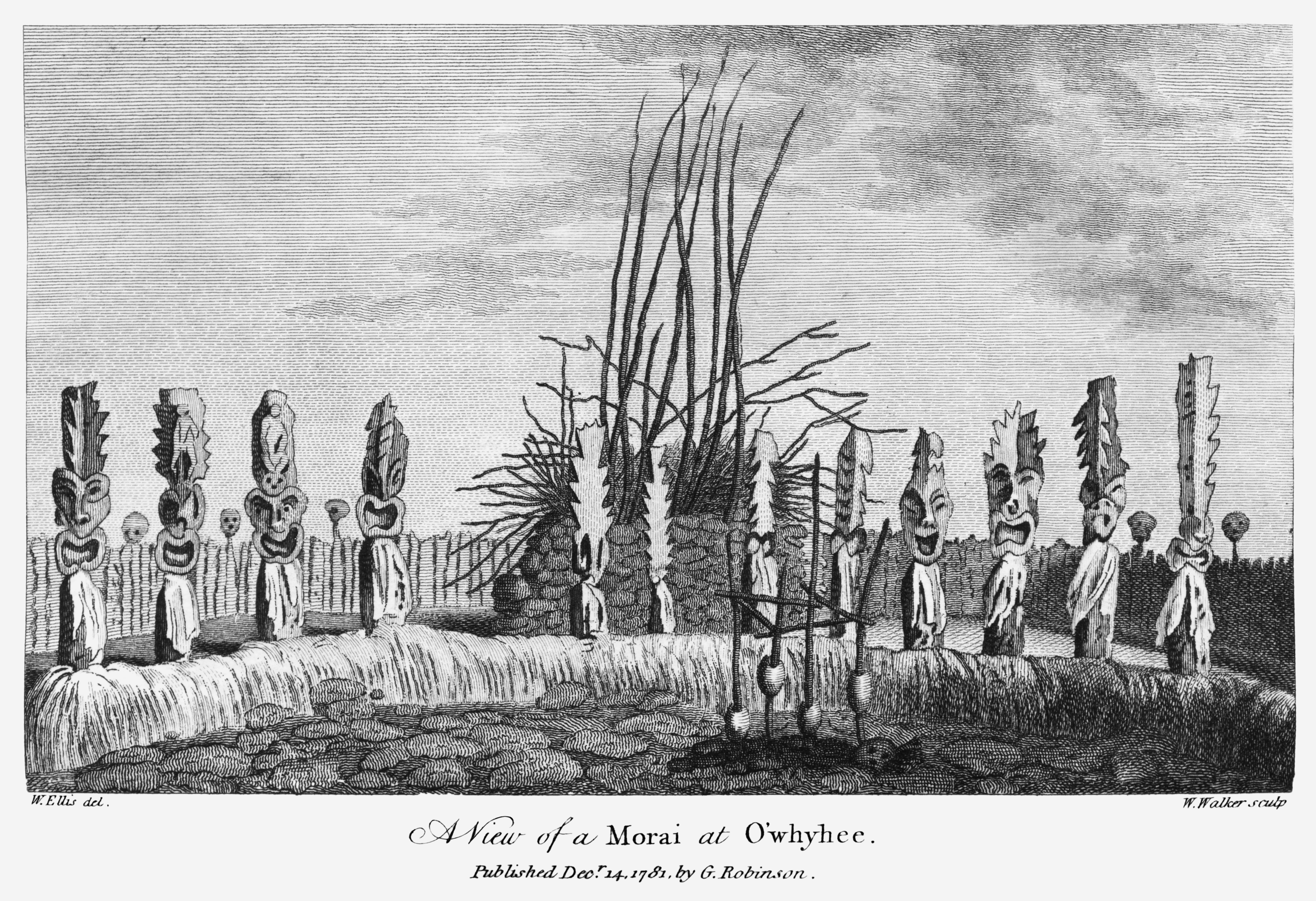
Культовые постройки в бухте Кеалакекуа

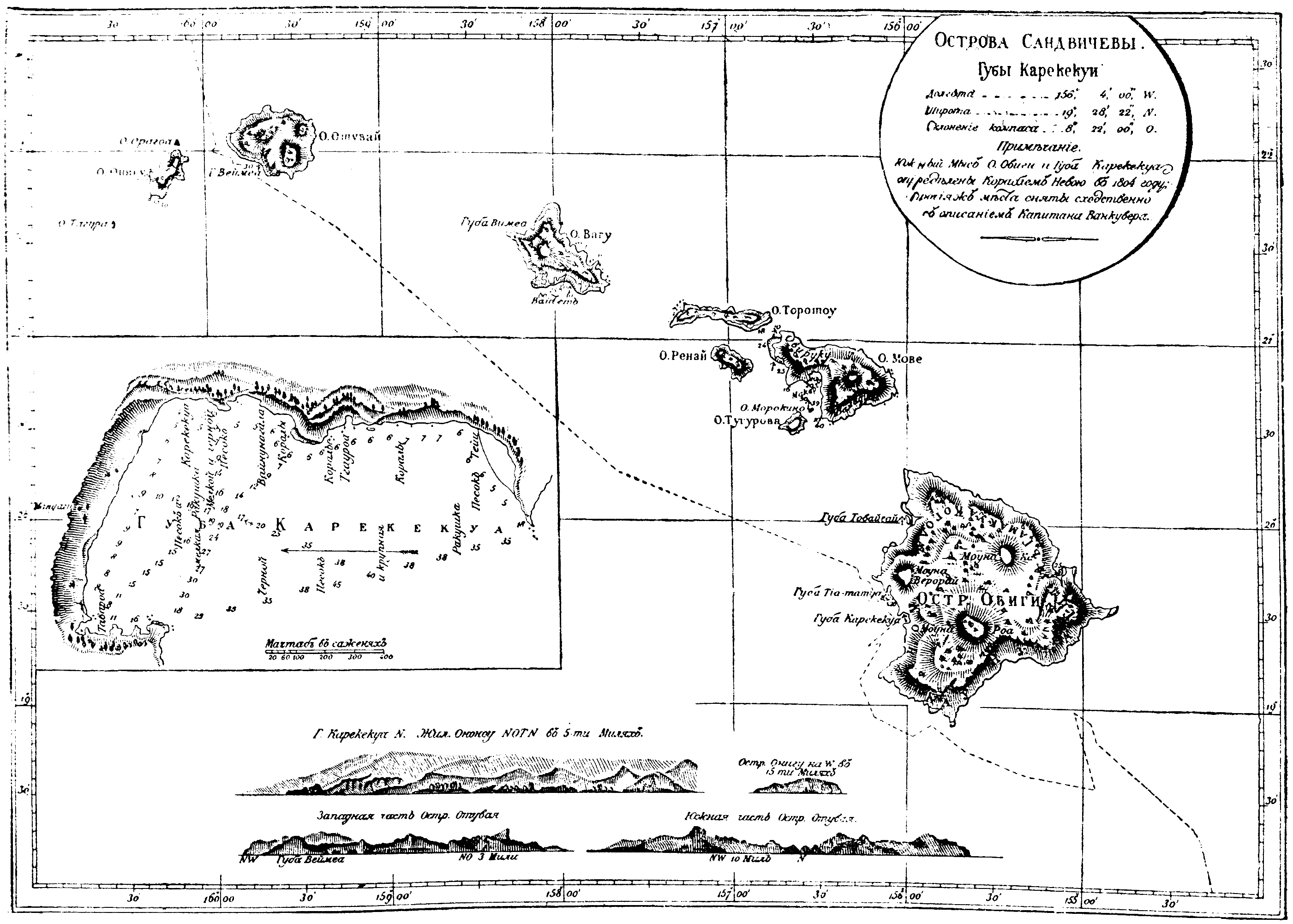
Первая русская карта бухты и Гавайских островов

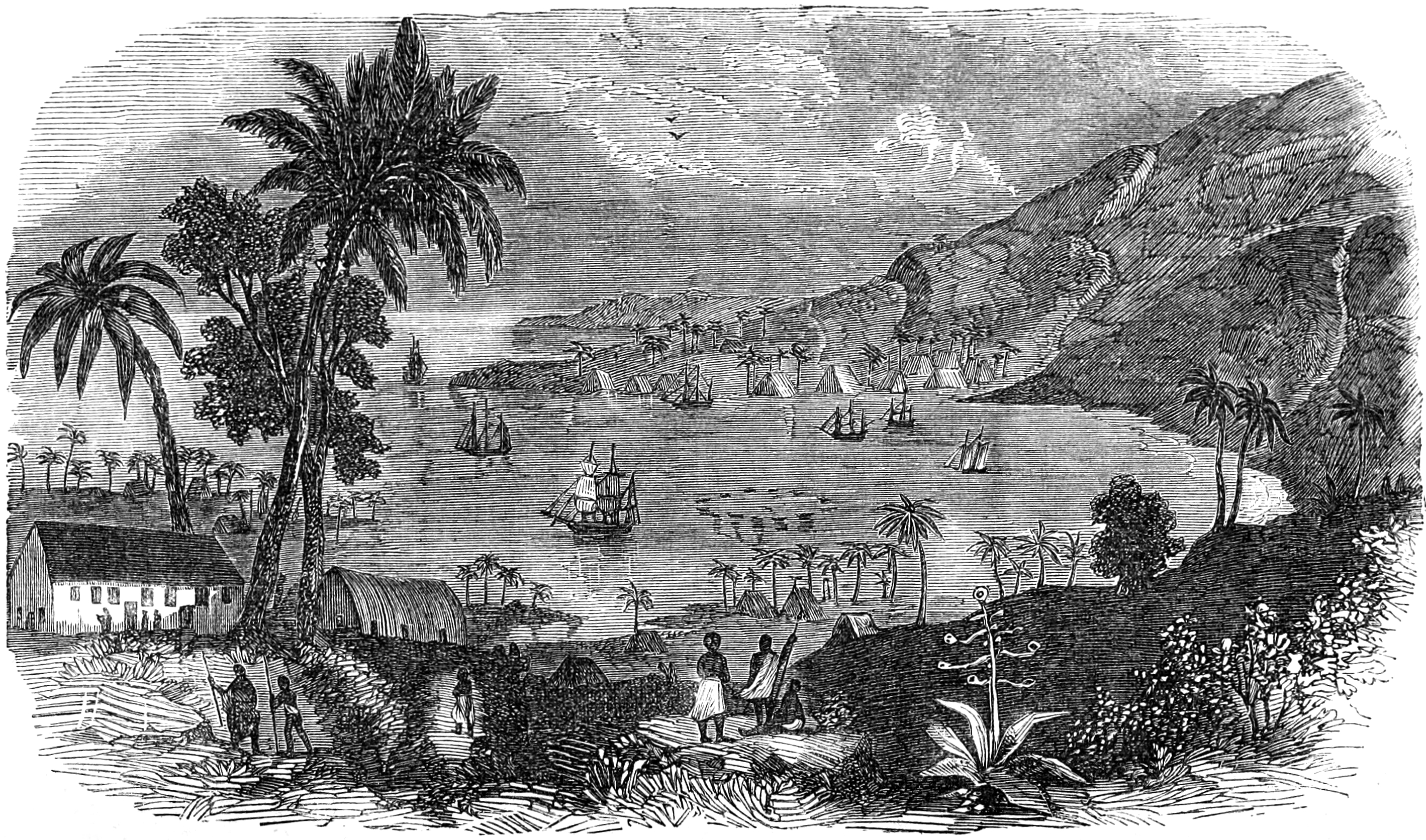
Корабли в бухте

В 1782 году южнее залива состоялась битва, в результате которой вождь Камеамеа получил контроль над западной и северной сторонами острова.
В 1786 году, корабли английской торговой компании, под командованием Натаниэля Портлока и Джорджа Диксона (участники последней экспедиции кука) стояли на якоре в гавани, но не выходили на берег. В декабре 1788 года корабль Уильяма Дугласа был в бухте.
В марте 1790 года, американский корабль «Элеонора» прибыл в залив, на берег был списан моряк Джон Янг, который стал советником вождя Камеамеа.
В 1791 году в бухте побывал испанский исследователь Мануэль Кимпер.
В 1792 и 1793 годах в бухте останавливался Джордж Ванкувер с малым флотом британских кораблей. Он был мичманом во время плавания Кука 13 лет назад.
В 1816 году Отто фон Коцебу был в бухте первым из Российской Империи.
В 1819 году Камеамеа второй унаследовал королевство и воевал на берегах бухты со сторонниками старой гавайской религии. Побеждённые до сих пор лежат похороненные в скале.
Небольшая христианская церковь была построена в 1824 году миссионерами, но население сократилось из-за завезённых болезней.
В 1825 году Адмирал Лорд Байрон воздвигнул памятник Куку и собрал старые экспонаты.
В 1858 году кости многих вождей были перевезены в королевский Мавзолей, под руководством короля Камеамеа IV.
В начале XX века на берегах залива были высажены первые посадки кофе Кона.

## Память
Обелиск на месте гибели капитана Джеймса Кука в 2013 году

### В культуре
- В книге Артура Кларка Свидание с Рамой, бухта упоминается как место, где был Билл Нортон, командир космического исследовательского судна «Индевор».
- Песня «Моя маленькая хижина в Кеалакекуа, Гавайи», 1993 — о рыбе Углохвостый спинорог[21].

## Охрана природы

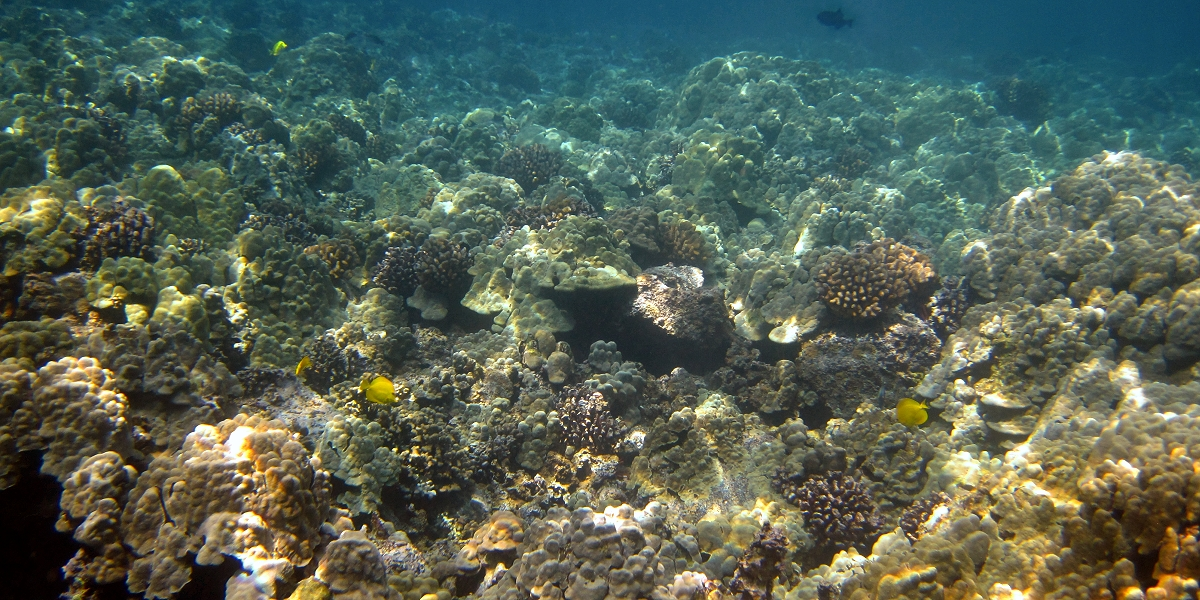
Подводная жизнь в бухте

В 1967 году вокруг залива был намечен национальный исторический парк, открытый в 1973 году в Национальном регистре исторических мест на площади 315 акров (1,27475977293 км2).
Гавайских дельфинов и других морских обитателей коралловых рифов можно увидеть в бухте Кеалакекуа, что привлекает туристов.